# Hormiphora cilensis
Hormiphora cilensis är en kammanetart som först beskrevs av Alessandro Ghigi 1909.  Hormiphora cilensis ingår i släktet Hormiphora och familjen Pleurobrachiidae. Inga underarter finns listade i Catalogue of Life.